# دانشگاه فنی مؤسسه پلی‌تکنیک خارکف
دانشگاه فنی ملی مؤسسه پلی تکنیک خارکف (NTU "KhPI") (اوکراینی: Національний технічний університет "Харківський політехнічний інститут" یک دانشگاه در شهر خارکف است و بزرگترین و قدیمی‌ترین دانشگاه فنی در شرق اوکراین است. این دانشگاه در سال 1885 تأسیس شد و دومین دانشگاه فنی قدیمی در امپراتوری روسیه سابق (پس از مؤسسه فناوری دولتی سنت پترزبورگ) و در قلمرو اوکراین مدرن دومین دانشگاه پس از لویو پلی‌تکنیک است.

## رتبه بین الملی دانشگاه
- رتبه‌بندی دانشگاهی کیواس: 701[۱]
- رتبه‌بندی وبومتریکس دانشگاه‌های جهان:
  - در جهان - ۲۷۴۳
  - در اروپا - 741.[۲]